# Parveen Haque Sikder
Parveen Haque Sikder, conhecida como Sikder (nascida a 3 de janeiro de 1963) é uma política da Liga Popular de Bangladesh e um membro do Jatiya Sangsad no Assento Reservado Feminino 39.

## Biografia
Sikder nasceu no dia 3 de janeiro de 1963 na vila de Kartikpur, Bhedarganj, filha do industrial Zainul Haque Sikder (1930-2021), presidente fundador do Sikder Group of Companies. Ela tem dois irmãos, Rick Haque Sikder e Ron Haque Sikder.

## Carreira
Sikder foi eleita para o parlamento no assento reservado às mulheres como candidata da Liga Popular (Awami) de Bangladesh em 2019. Ela é diretora do National Bank Limited.